# Lloyd Bochner
Lloyd Wolfe Bochner, lepiej znany jako Lloyd Bochner (ur. 29 lipca 1924 w Toronto, zm. 29 października 2005 w Santa Monica) – kanadyjski aktor telewizyjny, teatralny, radiowy i filmowy. Wystąpił jako Cecil Colby w operze mydlanej ABC Dynastia (Dynasty, 1981-82).

## Życiorys

### Wczesne lata
Urodził się w Toronto, w prowincji Ontario, w żydowskiej rodzinie jako syn Friedy Kennen. W wieku jedenastu lat brał udział w programach radiowych Ontario z Josephem Barringtonem. Jego edukacja przy University of Toronto została przerwana w 1943 przez serwis wojenny w Royal Canadian Navy. Jednakże, w 1947, ukończył z licencjatem wydział nauk humanistycznych.

### Kariera
Swoją karierę aktorską rozpoczął w wieku 11 lat w radiu. Debiutował na ekranie w kanadyjskim filmie Opowieść Mapleville (The Mapleville Story, 1946). Zdobył dwukrotnie nagrodę Liberty. W 1951 przeprowadził się do Nowego Jorku. 
Od 1953 przez kolejnych sześć lat występował podczas Stratford Festival of Canada w przedstawieniach shakespearowskich: jako Horatio w tragedii Hamlet, Orsino w Wieczorze Trzech Króli  (Twelfth Night) i Duke Vincentio w Miarce za miarkę (Measure for Measure). W 1956 debiutowała na Broadwayu w sztuce Tamerlan Wielki. W 1958 wystąpił jako Proteus w produkcji off-Broadwayowskiej Dwaj panowie z Werony.
Pojawiał się w serialach NBC: Kraft Television Theatre (1951-53), Rodzina jednego człowieka (One Man’s Family, 1952) w roli kapitana Nicholasa Laceya. Jego znaczące role to homoseksualny lekarz w dramacie telewizyjnym NBC Tarasy (Terraces, 1977), Mateusz Ewangelista w telewizyjnym filmie biblijnym NBC Maria i Józef - historia wiary (Mary and Joseph: A Story of Faith, 1979), Cecil Colby, który zmarł na atak serca po z odbyciu stosunku płciowego z Alexis (Joan Collins) w operze mydlanej ABC Dynastia (Dynasty, 1981-82), Walters w dramacie sci-fi Millennium (1989) z Cheryl Ladd i senator Eliot Moses w serialu CBS Doktor Quinn (Dr. Quinn, Medicine Woman, 1994) z Jane Seymour.
Za postać obelżywego męża scenarzystki (Pia Zadora) w dramacie Kobieta samotna (The Lonely Lady, 1983) był nominowany do antynagrody Złotej Maliny jako najgorszy aktor.
W 2004 otrzymał ACTRA Award.

## Życie prywatne
Od 1948 był żonaty z Ruth Roher Bochner (1925-2017), pianistką. Miał troje dzieci: dwóch synów – aktora Harta (ur. 3 października 1956) i Paula oraz córkę Johannę Courtleigh.
Zmarł 29 października 2005 w Santa Monica w stanie Kalifornia na nowotwór złośliwy w wieku 81. lat.

## Filmografia

### Filmy
- 1967: Zbieg z Alcatraz (Point Blank) jako Frederick Carter
- 1989: Millennium jako Walters
- 1991: Naga broń 2½: Kto obroni prezydenta? (The Naked Gun 2½: The Smell of Fear) jako Terence Baggett

### Seriale
- 1960-61: Hong Kong jako szef policji Neil Campbell
- 1962: Doktor Kildare (Dr. Kildare) jako dr Harry Nelson
- 1967: Tarzan jako Bergstrom
- 1967: Bonanza jako książę Władimir
- 1969: Ożeniłem się z czarownicą (Bewitched) jako Franklyn Blodgett
- 1970: Hawaii Five-O jako Walter Gregson
- 1973: Barnaby Jones jako John Stevens
- 1973: Columbo – odc. „Najbardziej niebezpieczny mecz” (The Most Dangerous Match) jako Mazoor Berozski, trener Tomlina Dudka
- 1975: Barnaby Jones jako Ray Greenwald
- 1975: Hawaii Five-O jako kpt. Roger Newhouse
- 1978: Najwięksi bohaterowie biblijni (Greatest Heroes of the Bible) jako Imhotep
- 1978: Aniołki Charliego (Charlie’s Angels) jako Jellek
- 1979: Battlestar Galactica jako komandor Leiter
- 1979: Aniołki Charliego (Charlie’s Angels) jako Malcolm Case
- 1980: Hawaii Five-O jako pułkownik Avery / izraelski sekretarz
- 1981-82: Dynastia (Dynasty) jako Cecil Colby
- 1982: Statek miłości (The Love Boat) jako Larry Ellis
- 1984: Santa Barbara jako C.C. Capwell
- 1985: Drużyna A (The A-Team) jako Steffan Shawn
- 1986: Napisała: Morderstwo (Murder, She Wrote) jako dr Terence Mayhew
- 1986: Niebezpieczna zatoka (Danger Bay)
- 1987: Złotka (Golden Girls) jako Patrick Vaughn
- 1987: Statek miłości (The Love Boat) jako George Tillman
- 1988: Jeden plus dziesięć (1st and Ten) jako Pan Smears
- 1988: Napisała: Morderstwo (Murder, She Wrote) jako Jason Richards
- 1989: Autostrada do nieba (Highway to Heaven) jako Trevor Steele
- 1989: Millennium jako Walters
- 1989: Złotka (Golden Girls) jako fryzjer
- 1990: Projektantki (Designing Women) jako Ansel Pollard
- 1990: Młodzi jeźdźcy (The Young Riders) jako Jack T. Devlin
- 1990: Droga do Avonlea (Road to Avonlea) jako Pan Cameron
- 1990: Who’s the Boss? jako Walter
- 1992: Napisała: Morderstwo (Murder, She Wrote) jako John Thurston
- 1992–95: Batman jako burmistrz Hamilton Hill (głos)
- 1994: Doktor Quinn (Dr. Quinn, Medicine Woman) jako senator Eliot Moses
- 1997–99: The New Batman Adventures jako major Hamilton Hill (głos)